# Yukshin Gardan Sar
Le Yukshin Gardan Sar (en ourdou : یکشن گردن سر) est une montagne du Pakistan culminant à 7 530 mètres d'altitude. Il est situé dans l'Hispar Muztagh dans la chaîne du Karakoram, à six kilomètres du Kanjut Sar (7 760 m).
La première ascension du Yukshin Gardan Sar est effectuée en 1984 par une expédition austro-pakistanaise.